# 赤西湖
赤西湖是一个位于中国湖北省蕲春县的湖泊，面积约为8.6平方千米，平均水深约为2—3米，蓄水量约为1700万立方米。